# Hemihyalea asignata
Hemihyalea asignata là một loài bướm đêm thuộc phân họ Arctiinae, họ Erebidae.